# The Daily Planet
The Daily Planet est un quotidien fictif publié dans l'univers de Superman, dans la ville de Metropolis. Le personnage de Superman, dissimulé sous l'identité de Clark Kent, y travaille comme journaliste aux côtés de la reporter Loïs Lane, du photographe Jimmy Olsen, de la journaliste Cat Grant et du rédacteur en chef Perry White.
On retrouve ce journal dans toutes les versions existantes ou dérivées des aventures de Superman, que ce soit en bande dessinée, au cinéma ou dans les séries télévisées.
Dans les premiers comics de Superman, le journal portait le nom de Daily Star.

## Au cinéma
En 1978, dans la réplique d'ouverture du film Superman, la voie OFF d'un jeune garçon décrit le journal ainsi (dans son doublage français originel) :
« À la fin des années 30, la crise économique qui sévissait à l'échelle mondiale n'avait même pas épargné une grande cité comme Métropolis. En ce temps de peur et de désarrois, la mission d'informer le public était largement assumée par le Daily Planet, le grand quotidien national, qui par sa clarté et son honnêteté était devenu le symbole de l'espoir pour les habitants de Métropolis. »
En 2006, à l'occasion de la sortie du film Superman Returns, 5e épisode cinématographique des aventures de Superman, le site internet www.dailyplanet.com est utilisé pour une campagne promotionnelle.

## Hommage
En référence à ce journal de fiction, un groupe d'humoristes brésiliens a publié, entre 1984 et 1992, un journal dessiné sous le titre de O Planeta Diário, traduction en portugais de The Daily Planet[réf. nécessaire].